# Tomáš Masaryk

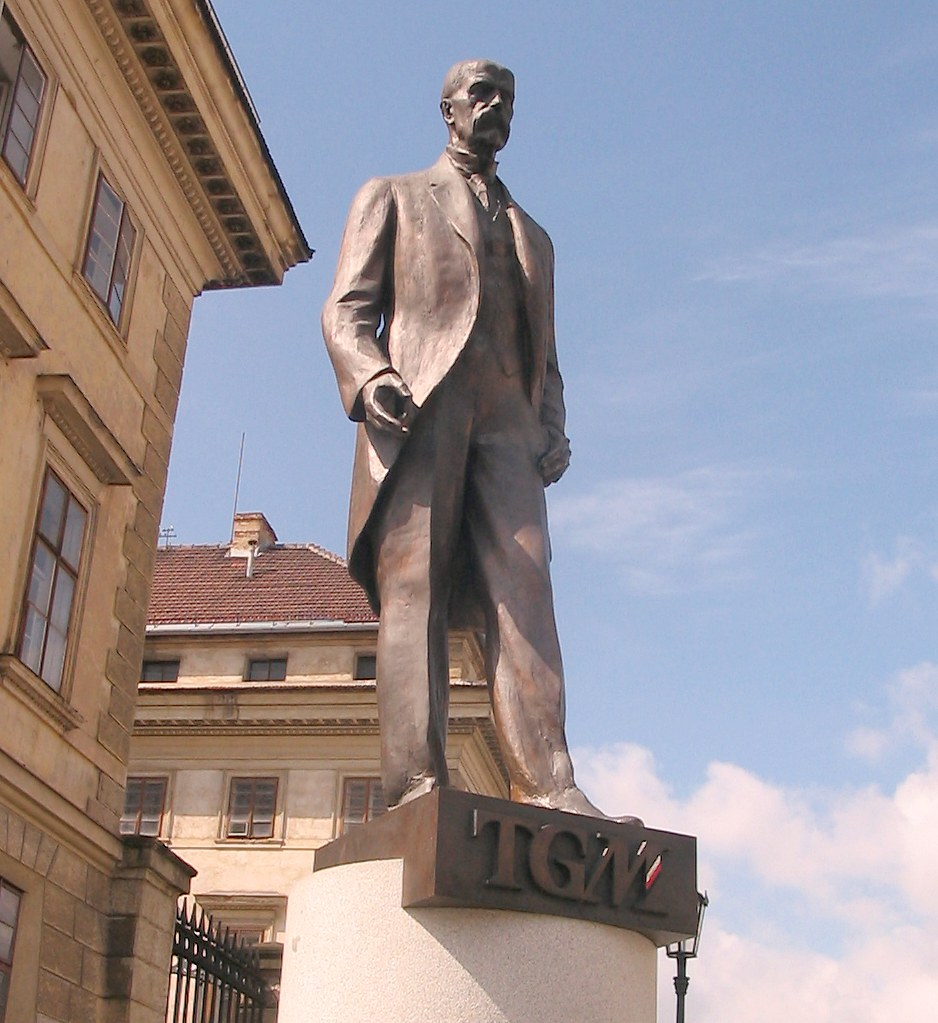
Đài tưởng niệm Masaryk ở Praha.

Tomáš Garrigue Masaryk (phát âm tiếng Séc: [ˈtomaːʃ ˈɡarɪk ˈmasarɪk]), (phiên âm tiếng Việt: Thô-mát Ga-ri-gu Ma-xa-rít) đôi khi cũng gọi là Thomas Masaryk trong tiếng Anh, (7.3.1850 – 14.9.1937) là chính trị gia, nhà xã hội học và triết gia người Tiệp Khắc và đế quốc Áo-Hung, một người hăng hái ủng hộ nền độc lập của Tiệp Khắc trong thời Chiến tranh thế giới thứ nhất, trở thành người sáng lập và làm tổng thống đầu tiên của Tiệp Khắc.
Ban đầu, ông muốn cải tổ nước quân chủ Habsburg thành một nước liên bang dân chủ, nhưng trong Chiến tranh thế giới thứ nhất, ông bắt đầu ủng hộ việc bãi bỏ chế độ quân chủ - và với sự trợ giúp của Các nước đồng minh trong Chiến tranh thế giới thứ nhất - cuối cùng ông đã thành công.

## Cuộc đời và Sự nghiệp

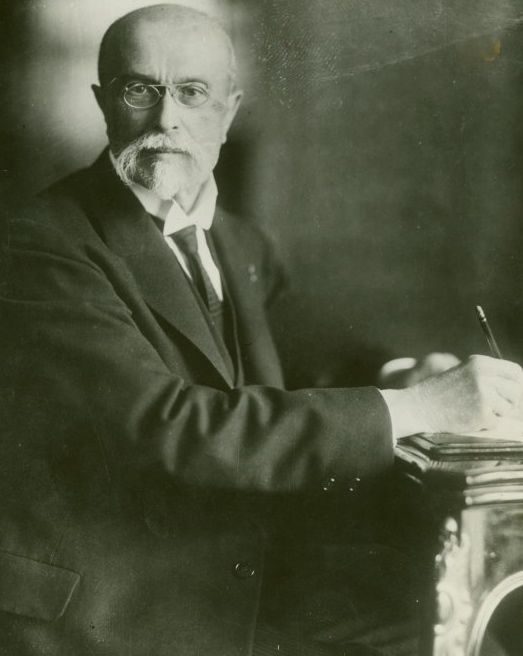
Tomàš Masaryk khi đang tại chức.

Masaryk sinh trong một gia đình giai cấp công nhân nghèo ở thành phố Hodonín (Morava) mà phần lớn dân là người Công giáo. Cha ông - Jozef Masaryk (Masárik) - một người đánh xe ngựa thất học (sau làm quản gia), là người Slovak ở phần Hungary của đế quốc Áo-Hung (sau năm 1918 trở thành tỉnh miền Đông của Slovakia thuộc Tiệp Khắc); còn mẹ ông - Teresie Masaryková (nhũ danh Kropáčková) – là người Morava gốc Slav nhưng có học tiếng Đức. Họ kết hôn ngày 15.8.1849.
Vấn đề sắc tộc của ông khá rắc rối. Trong những giai đoạn khác nhau của cuộc đời, ông tuyên bố mình là một người Séc, người Slovak, người Morava hoặc "Slovak Morava". Khi làm tổng thống, trong khuôn khổ quan niệm riêng của mình về chủ nghĩa Tiệp Khắc (Tzechoslovakism) ông thường nói rằng mình là "một thành viên của nhánh Slovakia thuộc quốc gia Tiệp Khắc" - và đó dường như là một mô tả tốt nhất về tình cảm cá nhân của ông. (Cũng cần lưu ý rằng ông đã không sử dụng chữ Séc mà dùng dạng tiếng Slovak trong tên gia đình mình - "Masaryk" chứ không "Masarik" hoặc "Masařík").
Khi còn trẻ, Masaryk làm nghề thợ rèn. Ông học ở Brno, ở Vienne (1872–1876 học triết học với giáo sư Franz Brentano) và ở Leipzig (với Wilhelm Wundt). Năm 1882, ông được bổ nhiệm làm giáo sư triết học ở Đại học Praha. Năm sau, ông sáng lập tờ Athenaeum, một tạp chí chuyên về khoa học và văn hóa Séc.
Ông đã đặt vấn đề nghi ngờ tính hợp lệ của tập sử thi "Rukopisy královedvorský a zelenohorský", được cho là có niên đại từ đầu thời Trung cổ, và đưa ra một nền tảng dân tộc tính sai lầm về chủ nghĩa Sô vanh Séc mà ông liên tục phản đối. Bực tức hơn nữa về tình tự dân tộc Séc, ông đã chống lại sự mê tín cũ vu khống người Do Thái giết trẻ em (dân tộc khác) để lấy máu hiến tế (trong một số nghi thức tế lễ) trong vụ xét xử Hilsner năm 1899. Chủ đề của luận án tiến sĩ của Masaryk là hiện tượng tự tử.
Masaryk làm nghị sĩ trong Reichsrat (Nghị viện Áo) từ năm 1891 tới 1893 đại diện cho đảng thanh niên Séc và từ năm 1907 tới 1914 đại diện cho đảng Duy thực (Realist Party), tuy nhiên ông không đấu tranh cho Tiệp Khắc được độc lập từ đế quốc Áo-Hung. Năm 1909 ông đã giúp Hinko Hinković ở Vienne bảo vệ trong vụ án bịa đặt chủ yếu chống lại những người Serbia danh tiếng là thành viên của Liên minh Serbia-Croatia cùng những người khác, những người này đã bị kết án hơn 150 năm tù và một số bị án tử hình.
Khi Chiến tranh thế giới thứ nhất nổ ra năm 1914, Masaryk kết luận rằng cách tốt nhất là mưu tìm một quốc gia độc lập cho người Séc và người Slovak, và rằng chỉ có thể làm từ bên ngoài đế quốc Áo-Hung. Tháng 12 năm 1914, ông cùng với cô con gái Olga đi sống lưu vong, ban đầu ở Roma, rồi Genève, và từ đây sang London qua ngả Paris năm 1915, sang Nga trong tháng 5 năm 1917 rồi Hoa Kỳ qua ngả Vladivostok và Tokyo trong tháng 4 năm 1918.
Từ khi lưu vong ở Genève trở đi, ông bắt đầu tập hợp những người Séc và Slovak sống bên ngoài đế quốc Áo-Hung, chủ yếu ở Thụy Sĩ, Pháp, Anh, Nga, Hoa Kỳ, và lập ra những đầu mối liên lạc chứng tỏ là có tính quyết định cho sự nghiệp đấu tranh giành độc lập cho Tiệp Khắc. Ông cũng diễn thuyết, viết nhiều bài báo và những bản ghi nhớ chính thức hỗ trợ cho sự nghiệp dành độc lập của Tiệp Khắc. Ở Nga, ông là người chủ chốt trong việc thành lập "Đội quân Tiệp Khắc" gồm những người Séc và Slovak tình nguyện, chiến đấu có hiệu quả bên cạnh quân Đồng minh trong Chiến tranh thế giới thứ nhất.
Năm 1915 ông là thành viên đầu tiên trong ban giảng huấn của School of Slavonic and East European Studies (Anh) mới được thành lập, mà ban đầu là một phân khoa của King's College London, và nay là thành phần của "University College London", nơi có một phòng chung cho sinh viên lớp trên được đặt theo tên ông.
Ông trở thành giáo sư môn nghiên cứu văn hóa Slav tại "King's College London" giảng dạy "Vấn đề khó khăn của các nước nhược tiểu".
Trong Chiến tranh thế giới thứ nhất, mạng lưới tình báo của Masaryk gồm những người cách mạng Séc đã cung cấp nhiều tin tình báo quan trọng cấp thiết cho Lực lượng Đồng minh. Mạng lưới tình báo của Masaryk ở châu Âu làm việc chung với mạng lưới phản gián của Hoa Kỳ gồm khoảng 80 người do Victor Emanuel Voska (1875 - 1960) chỉ huy.
Tin tình báo của các mạng lưới này cũng góp phần chủ yếu trong việc phát giác Hindu-German Conspiracy tại San Francisco.
Năm 1916, Masaryk sang Pháp để thuyết phục chính phủ Pháp về sự cần thiết phải giải tán Đế quốc Áo-Hung. Sau Cách mạng tháng Hai năm 1917 ông sang Nga để giúp tổ chức lực lượng kháng chiến Slav chống đế quốc Áo-Hung, cái gọi là "Đội quân Tiệp Khắc".
Năm 1918 ông sang Hoa Kỳ thuyết phục tổng thống Woodrow Wilson ủng hộ sự nghiệp của mình. Ngày 26.10.1918, nói truyện ở bậc thềm của Independence Hall ở Philadelphia với tư cách người lãnh đạo Mid-European Union , Masaryk đã đòi hỏi sự độc lập cho người Tiệp Khắc và các dân tộc bị áp bức khác ở Trung Âu. Ngày 5.5.1918 hơn 150.000 người Chicago đã xuống đường chào mừng giáo sư Thomas Garrigue Masaryk, vị tổng thống tương lai của Tiệp Khắc.
Masaryk đã sang Mỹ từ Nga, nơi ông giúp tổ chức "Đội quân Tiệp Khắc" gồm những cựu tù binh chiến tranh để chiến đấu cho một quốc gia Tiệp Khắc độc lập. Chicago thời đó là trung tâm của những người Tiệp Khắc nhập cư vào Hoa Kỳ, đã nhiệt tình đón tiếp Masaryk, gợi nhớ lại những lần Masaryk viếng thăm thành phố này trước đây và lần ông làm giáo sư khách ở Đại học Chicago năm 1902. Trước năm 1918, Masaryk đã từng giảng dạy ở Đại học Chicago năm 1902 và 1907. Ông cũng có quan hệ cá nhân chặt chẽ với Hoa Kỳ từ năm 1878 thông qua cuộc hôn nhân của ông với một công dân Mỹ - Charlotte Garrigue – và tình bạn với Charles Crane, một kỹ nghệ gia người Chicago. Nhờ có Crane, mà Masaryk được mời tới giảng dạy ở Đại học Chicago và được giới thiệu với giới chính trị gia cao nhất, trong đó có Woodrow Wilson.
Với sự sụp đổ Đế quốc Áo-Hung năm 1918, phe Đồng minh công nhận Masaryk là người lãnh đạo chính phủ Tiệp Khắc lâm thời, và ngày 14.11.1918, ông được Quốc hội ở Praha bầu làm tổng thống Liên bang Tiệp Khắc.
Masaryk được bầu lại làm tổng thống 3 lần: năm 1920, 1927, và 1934. Sau khi Hitler lên nắm quyền ở Đức, ông là một trong những nhân vật chính trị đầu tiên ở châu Âu nói lên sự lo ngại. Ông từ chức ngày 14.12.1935 với lý do tuổi già và sức khỏe kém, và Edvard Beneš kế vị ông. Masaryk được hưởng cương vị gần như huyền thoại trong nhân dân Tiệp Khắc, và ông đã sử dụng cương vị này để tạo ra một mạng lưới chính trị không chính thức rộng lớn gọi là Hrad.

## Gia đình
Masaryk kết hôn với Charlotte Garrigue năm 1878, và lấy tên họ của vợ làm tên đệm của mình. Họ gặp nhau ở thành phố Leipzig, Đức và hứa hôn năm 1877. Charlotte Garrigue sinh tại Brooklyn trong một gia đình theo đạo Tin Lành, tổ tiên gốc phái Huguenot ở Pháp. Bà đã học tiếng Séc hoàn hảo và đã xuất bản các nghiên cứu về Bedřich Smetana trong một tạp chí tiếng Séc. Các khó khăn gian khổ mà họ trải qua trong thời chiến đã gây thiệt hại lớn cho bà. Bà qua đời năm 1923, do một chứng bệnh không xác định được. Họ có năm người con: Jan Masaryk, Herbert, Alice, Anna và Olga. Jan Masaryk từng làm bộ trưởng ngoại giao trong chính phủ Tiệp Khắc lưu vong (1940–1945) và trong các chính phủ Tiệp Khắc từ năm 1945 tới 1948
Masaryk qua đời 2 năm sau ở Lány, Tiệp Khắc, nay là Cộng hòa Séc thọ 87 tuổi. Ông đã thoát khỏi phải nhìn thấy Hiệp ước München và khỏi phải chứng kiến việc Đức Quốc xã chiếm đóng nước mình.
Masaryk đã viết nhiều sách, trong đó có quyển "The Problems of Small Nations in the European Crisis" (1915) và The World Revolution (1925, bằng tiếng Séc, ấn bản tiếng Anh là The Making of a State (1927)). Nhà văn Karel Čapek đã viết một loạt bài mang tên "Hovory s TGM" (Những cuộc đàm đạo với Tomáš Garrigue Masaryk) sau đó được tập hợp lại trong dạng tự truyện.

## Triết học và tôn giáo
Phương châm đời sống của Masaryk là: "Nebát se a nekrást" (Không sợ hãi và không trộm cắp). Là triết gia, Masaryk theo chủ nghĩa duy lý và chủ nghĩa nhân văn. Ông nhấn mạnh đạo đức học thực tiễn, phản ánh ảnh hưởng của các triết gia Anglo-Saxon, triết học Pháp, và đặc biệt là công trình của triết gia Đức thế kỷ 18, Johann Gottfried Herder, người được coi là cha đẻ của chủ nghĩa dân tộc. Ông chỉ trích chủ nghĩa duy tâm của Đức và chủ nghĩa Marx.
Mặc dù sinh ra trong gia đình Công giáo, cuối cùng ông đã trở thành một người theo đạo Tin lành giáo phái "Chúa một ngôi" (nhưng không hành đạo), do ảnh hưởng một phần bởi tuyên bố Tín điều bất khả ngộ của Giáo hoàng năm 1870 và ảnh hưởng của người vợ Charlotte, một người thuộc giáo phái Chúa một ngôi.

## Huân chương Masaryk
Huân chương Tomáš Garrigue Masaryk, đặt theo tên Masaryk, được lập ra năm 1990, là một huân chương quốc gia của Cộng hòa Séc và Tiệp Khắc, dành để thưởng cho những cá nhân có đóng góp nổi bật trong lãnh vực dân chủ, nhân đạo và nhân quyền.

## Những nơi tưởng niệm

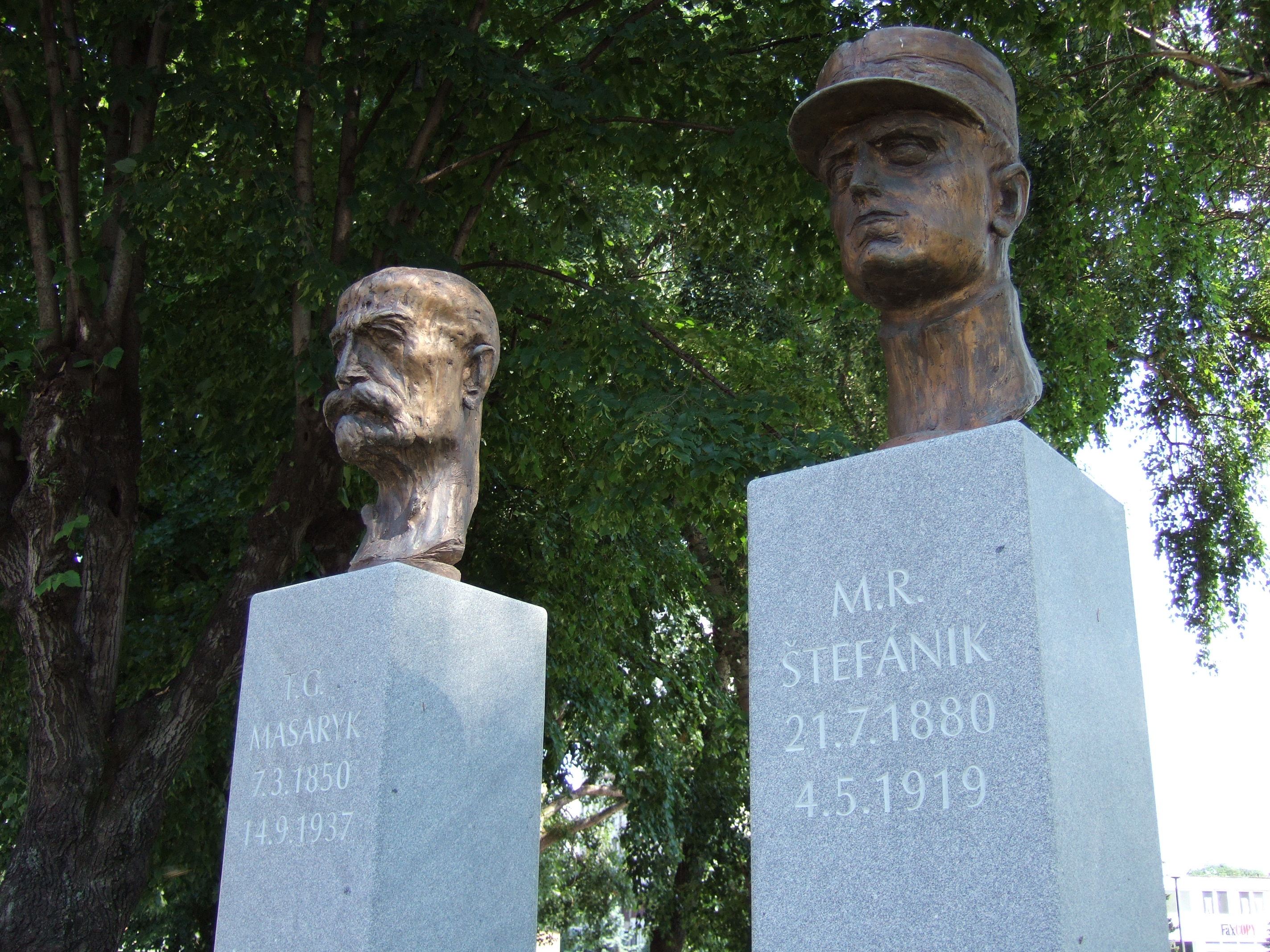
Đài tưởng niệm Masaryk và Milan Rastislav Štefánik ở Košice, Slovakia.

- Đại học Masaryk ở Brno, Cộng hòa Séc, thành lập năm 1919 là trường đại học thứ hai của Tiệp Khắc, được đặt theo tên ông.
- Avenida Presidente Masaryk (Đại lộ tổng thống Masaryk), một đại lộ quan trọng ở thành phố Mexico, mang tên ông.
- Nơi ấn định cho điều tra dân số, quận Hernando, Floria mang tên ông.
- kibbutz (nông trường tập thể) Kfar Masaryk gần Haifa ở Israel, phần lớn do người Tiệp Khắc nhập cư thành lập, mang tên ông.
- Công viên Masaryk ở Tel Aviv mang tên ông (Masaryk thăm thành phố này năm 1927).
- Một đường phố ở Zagreb, thủ đô Croatia mang tên ông, gọi là Masarykova ulica, cũng như ở nhiều thành phố khác của Croatia như Dubrovnik, Varaždin và Split.
- Ở Belgrade, Serbia, có một đường phố mang tên ông, Masarikova ulica, dù là phố hẹp nhất, nhưng lại có tòa nhà cao nhất Belgrade: Beograđanka.
- Một đường phố ở trung tâm thành phố Novi Sad, Serbia, cũng mang tên ông: Masarikova ulica.
- Một trong những đường phố lớn nhất của Ljubljana,thủ đô của Slovenia, cũng mang tên ông.
- Một đường phố ở Genève, Thụy Sĩ mang tên ông: "Rue Thomas Masaryk".
- Một tấm biển mang chân dung Masaryk được gắn trên bức tường của Rachiv, Ukraina, ở nơi khách sạn mà ông đã từng cư ngụ một lần.
- Một tượng Masaryk được dựng ở Massachusetts Avenue, Washington, DC
- Một tượng Masaryk ở Midway, Chicago
- Một tượng Masaryk ở Rose garden, San Francisco.
- Có một marker trong Independence Hall ở Philadelphia, để tưởng niệm Masaryk và Tuyên ngôn Liên minh Trung Âu ngày 26.10.1918.
- Tang lễ của ông được thể hiện bằng hình minh họa nghệ thuật cho đĩa LP cuối cùng Album of the Year của ban nhạc Mỹ Faith No More, Album của năm, để miêu tả kết thúc của một thời đại hoàng kim.

## Danh mục sách
- Základové konkretné logiky ("The foundations of concrete logic") Prague, 1885 (German translation, Versuch einer concreten Logik, Vienna, 1887)
- Otázka sociální ("The social question") Prague, 1898 (German translation, Die philosophischen und sociologischen Grundlagen des Marxismus, Vienna, 1899)
- Russland und Europa Jena, Germany, 1913 (English translation by Eden và Cedar Paul, The Spirit of Russia, London, 1919)
- Světová revoluce ("The world revolution") Prague, 1925 (English translation edited by H. W. Steed, The Making of a State, London, 1927)
- Hovory s T. G. Masarykem ("Conversations with T. G. Masaryk") Prague, 1931–1935) by Karel Capek (English translations by M. and R. Weatherall, President Masaryk Tells His Story, London, 1934, and Masaryk on Thought and Life, London, 1938)[10]